# Irland seit 1949
Mit dem Austritt aus dem Commonwealth am 18. April 1949 ist die Republik, die 1937 proklamiert wurde, von dem Vereinigten Königreich Großbritannien anerkannt worden.
Großbritannien akzeptierte den Austritt Irlands aus dem Commonwealth und verabschiedete mit der Ireland-Bill eine Bestandsgarantie für die Zugehörigkeit Nordirlands zum Vereinigten Königreich Großbritannien. Die Republik Irland blieb neutral und trat 1955 den Vereinten Nationen bei. Die Wirtschaft war rückständig und zunächst wenig industrialisiert. Irland erhielt nach Auslaufen der US-amerikanischen Marshallplanhilfe seit 1957 Förderung von der Weltbank und dem Internationalen Währungsfonds.
Nachdem zwei Beitrittsanträge zur EWG (1961), EGKS und EURATOM (1963) und 1967 von Frankreich abgelehnt worden waren, trat Irland zum 1. Januar 1973 gemeinsam mit Großbritannien und Dänemark der EG bei. Irland erhielt viel EG-Förderung. Während der 1970er und 1980er Jahre litt die irische Wirtschaft unter der Ölkrise, die Arbeitslosigkeit stieg bis 1992/93 stark an. Mitte der 1990er Jahre begann ein wirtschaftlicher Aufschwung dank EU-Fördergeldern. Die irische Wirtschaft wuchs stark und zahlreiche Unternehmen siedelten sich in Irland an (sogen. keltischer Tiger).
Im Karfreitagsabkommen 1998 wurde der Nordirlandkonflikt beendet. Der Verfassungsanspruch Irlands auf Nordirland wurde aufgegeben. Am 1. Januar 2002 wurde in Irland der Euro eingeführt. 2007 brach in Irland die Immobilienkrise aus. Sie führte zu der Finanzkrise. Die Staatsverschuldung nahm stark zu und die Arbeitslosigkeit stieg stark an. Seit Ende 2010 erhielt Irland Hilfen aus den EU-Stabilitätsfonds. 2014 überwand Irland die Eurokrise.

## Republik Irland 1949–1973
Mit Inkrafttreten des Republic of Ireland Act am 18. April 1949 wurde Irland endgültig zur Republik. Präsident Irlands war Sean O’Kelly, der 1945 bereits gewählt worden war. Großbritannien akzeptierte den Austritt Irlands aus dem Commonwealth am 18. April 1949 mit der Verabschiedung der Ireland-Bill am 3. Mai 1949: darin erklärte die britische Regierung eine Bestandsgarantie für Nordirland. Irland galt weiterhin nicht als Ausland. Britische und neuseeländische Bürger galten umgekehrt für Irland nicht als Ausländer. Irland blieb neutral.
1951–1954 regierte eine Regierung der Fianna Fáil unter Ministerpräsident Éamon de Valera. Am 20. Mai 1952 wurden die letzten Lebensmittelrationierungen aufgehoben. Die Preis für Lebensmittel stiegen stark an. 1954–1957 regierte wieder die Koalition unter Führung der Fine Gael mit der Labour-Party unter Ministerpräsident John A. Costello. Die Irisch-Republikanische Armee (IRA) wurde im August 1955 erstmals militant, um die Republik Irland mit Nordirland zu vereinen.
Am 14. Dezember 1955 wurde von der UN-Vollversammlung Irland in die UN aufgenommen. Der UN-Sicherheitsrat stimmte der Aufnahme zu. Am 15. Dezember wurde Irland mit Inkrafttreten der Resolution Irland UN-Mitglied. Die Koalitionsregierung zerbrach wegen Meinungsverschiedenheiten in der Wirtschaftspolitik und bei der Bekämpfung des Terrorismus der IRA. Aus den Neuwahlen 1957 ging die Fianna Fáil als Sieger hervor und erzielte die absolute Mehrheit der Mandate. De Valera bildete als Ministerpräsident wieder die Regierung.
Am 8. Juli 1957 begann die neue Regierung gegen die Aktivitäten der IRA auf dem Boden der Republik Irland einzuschreiten. Am 15. September 1957 trat Irland der Weltbank und dem Weltwährungsfonds bei. In diesem Rahmen versuchte es eine verstärkte Förderung der Ansiedlung ausländischer Industrieunternehmen zur Verbesserung der Industriestruktur und des Exportes zu erreichen. Bei den Präsidentschaftswahlen am 18. Juni 1959 gewann Ministerpräsident De Valera. Er wurde am 25. Juni als irischer Staatspräsident vereidigt. Nachfolger als Ministerpräsident wurde am 23. Mai 1959 Seán Lemass (Fianna Fáil). Am 1. August 1961 beantragte Irland die Aufnahme in die EWG. Nachdem sich die IRA zur Einstellung terroristischer Tätigkeiten bereit gefunden hatte, wurden am 20. April 1962 29 gefangene IRA-Aktivisten aus der Haft entlassen. Am 21. Januar 1963 beantragte Irland den Beitritt in EGKS und Euratom. Am Widerstands Frankreichs unter Staatspräsident de Gaulle scheiterte 1963 die Aufnahme Großbritanniens und Irlands in die EWG, EGKS und Euratom.
Die Ministerpräsidenten der Republik Irland und des zu Großbritannien gehörenden Nordirland trafen am 14. Januar 1965 erstmals seit der Teilung der Insel 1921/22 zu Gesprächen zusammen. Die Wirtschaftsgespräche standen im Vordergrund. Die Regierung der Republik Irland erkannte die nordirische Regierung an. Am 14. September erweiterte Irland seine Fischereigrenze von drei auf zwölf Meilen ab 1. Oktober 1965. Am 15. Dezember 1965 schlossen Großbritannien und Irland ein Abkommen über eine britisch-irische Freihandelszone, die den stufenweisen Abbau von Zollschranken und impliziert keinen Beitritt Irlands zur EFTA vorsah. 1966 wurde Eamon de Valera als Staatspräsident wiedergewählt. Am 10. November 1966 wurde John Lynch neuer Ministerpräsident einer Fianna-Fáil-Regierung. Irland beantragte am 12. Mai 1967 erneut den Beitritt zur EWG, EGKS und Euratom. Der französische Staatspräsident de Gaulle lehnte den Beitritt Großbritanniens und Irlands zur EWG, EGKS und Euratom erneut ab.
Am 5. Oktober 1968 brachen in Nordirland Auseinandersetzungen zwischen der sozial und politisch benachteiligen katholischen Minderheit und der protestantischen Mehrheit aus. Die katholische irische Bürgerrechtsbewegung wurde in der Republik Irland unterstützt. Seit 1968 verlor durch das radikal-terroristische Auftreten der IRA in der Republik Irland zunehmend an Einfluss. Nach schweren Unruhen in Nordirland in Belfast und Derry ab 12. August 1969 brach ein Bürgerkrieg in Nordirland aus. Die IRA verstärkte ihren Kampf mit Terroranschlägen. Radikale Protestanten verübten Anschläge auf die IRA. Großbritannien setzte ab 19. August 1969 die britische Armee ein. Die nordirische Regierung mit der Selbstverwaltung blieb vorerst im Amt. Irland trat für die friedliche Lösung des Nordirlandkonflikts ein.
Die 1970 aufgenommenen Beitrittsverhandlungen der Europäischen Gemeinschaften mit dem Vereinigten Königreich, Irland, Dänemark und Norwegen wurden mit dem Abkommen über die Aufnahme der Beitrittskandidaten in die EG am 22. Januar 1972 abgeschlossen. In einem Referendum am 10. Mai 1972 stimmten 85 % für den Beitritt zur EG. Am 10. Mai 1972 wurde ein Gesetz zur wirkungsvollen Bekämpfung der IRA verabschiedet. Am 2. Dezember 1972 stimmte die Mehrheit der Bevölkerung in einem Referendum dafür, die verfassungsmäßige Sonderstellung der katholischen Kirche abzuschaffen. Dadurch soll den Protestanten Nordirlands eine Wiedervereinigung erleichtert werden. Am 8. Dezember 1972 beschloss das Parlament die Abschaffung der Sonderstellung der katholischen Kirche. Gleichzeitig wurde das Alter der Volljährigkeit und des Wahlrechts gesenkt. In dem Referendum stimmte die Mehrheit am 2. Dezember 1972 für die Herabsetzung des Alters der Volljährigkeit.

## Irland in der EG (Irland seit 1973)
Am 1. Januar 1973 trat Irland gemeinsam mit Großbritannien und Dänemark der EG bei. Irland erhielt viel Subventionen für strukturschwache Gebiete. In einer Volksabstimmung am 8. März in Nordirland stimmte die Mehrheit für den Verbleib bei Großbritannien, die katholische Minderheit boykottierte größtenteils die Volksabstimmung. Die irische Regierung erkannte den Verbleib bei Großbritannien an. Nach Parlamentswahlen bildete Liam Cosgrave (Fine Gael) am 14. März 1973 eine Koalitionsregierung aus Fine Gael und Labour Party. Bei den Präsidentschaftswahlen am 30. Mai gewann der Protestant Erskine Childers (Fianna Fáil). Er wurde der erste protestantische Staatspräsident Irlands.
Nach dem Ausbruch der Ölkrise im Oktober 1973 geriet Irland in eine Wirtschaftskrise. Die Arbeitslosigkeit und die Staatsverschuldung stiegen stark an. Die Wirtschaftsleistung nahm ab. Am 28. Juni 1973 wurde die Nordirland-Versammlung von der Bevölkerung gewählt. Die radikalen Parteien boykottierten die Wahlen. Im November wurde der ehemalige nordirische Ministerpräsident Brian Faulkner als Exekutiv-Präsident Nordirlands eingesetzt. Am 9. Dezember 1973 einigten sich die britische Regierung mit den nordirischen Parteien auf das Abkommen von Sunningdale: Die Bevölkerung Nordirlands sollte die Northern Ireland Assembly als Parlament wählen. Es sollte eine überparteiliche Regierung mit Vertretern von den Protestanten und katholischen irischstämmigen gebildet werden. Der Council of Ireland aus Vertretern Irlands und Nordirlands sollte gebildet werden. Er war schon 1920/21 vereinbart wurden. Nach Ablehnung durch die protestantischen Unionisten und die Gewerkschaften scheiterte das Abkommen von Sunningdale im Mai 1974. Die vorgesehene Regierungsbildung kam nicht zustande. Die seit 24. März 1972 bestehende britische Direktverwaltung ohne Regierung und Parlament blieb bestehen. Die Provisional Irish Republican Army (PIRA) verübte Terroranschläge. Zum Nachfolger des verstorbenen Staatspräsidenten Childers wurde am 29. November 1974 Cearbhall Ó Dálaigh zum neuen Staatspräsidenten gewählt, der sein Amt am 19. Dezember 1974 antrat. Irland erhielt am 16. Februar 1976 von der EG einen 300 Millionen-Dollar-Kredit. Am 1. Mai 1975 wurde die Nordirland-Versammlung gewählt. Nach dem Scheitern der Verfassungskonferenz in Nordirland am 4. März 1976 übernahm die britische Verwaltung die direkte Regierung in Nordirland unbefristet und löste die Nordirland-Versammlung auf.
Die PIRA nahm nach dem Waffenstillstand Januar 1975 bis März 1976 die Terroranschläge wieder auf. Das irische Parlament verabschiedete ein Gesetz, das auch die Verurteilung von Terroristen ermöglicht, die außerhalb der irischen Republik, gemeint vor allem Nordirland, Anschläge verübten. Am 10. September stimmte das Parlament zur verstärkten Bekämpfung des Terrorismus dem Gesetz über die Ausrufung des nationalen Notstandes zu und verschärfte darüber hinaus am 15. September 1976 die Strafen für Terroraktionen. Der irische Staatspräsident O'Dalaigh trat am 22. Oktober zurück. Am 9. November 1976 wurde Patrick Hillery zum neuen Staatspräsidenten Irlands gewählt. Bei den Parlamentswahlen am 16. Juni 1977 gewann die Fianna Fáil. Premierminister wurde wieder Lynch. Am 1. Januar 1978 wurde Irland nach 5-jähriger Übergangsfrist EG-Vollmitglied.
Im Dezember 1978 wurde das EWS beschlossen. Das irische Pfund nahm an dem EWS teil. Durch die 2. Ölkrise 1979 verschärfte sich die Wirtschaftskrise Irlands. Nach dem Rücktritt von Lynch am 5. Dezember 1979 wurde Charles James Haughey neuer Ministerpräsident der Fianna-Fáil-Regierung. Nach den Parlamentswahlen bildete Ministerpräsident Garret FitzGerald Fine Gael am 30. Juni 1981 eine Koalitionsregierung unter Führung der Fine Gael mit der Labour Party. Nach Koalitionsstreitigkeiten fanden am 18. Februar 1982 Neuwahlen statt. Die Fianna Fáil wurde stärkste Fraktion, verfehlte aber die absolute Mehrheit. Am 9. März bildete Charles James Haughey eine Fianna-Fáil-Minderheitsregierung. Nach einem Misstrauensantrag gegen die Minderheitsregierung Haughey gewann die Fine Gael die vorgezogenen Neuwahlen am 24. November. Neuer Ministerpräsident wurde am 14. Dezember 1982 Garret FitzGerald mit einer Koalition aus Fine Gael und Labour mit überwiegend Ministern der Fine Gael.
Am 5. Januar 1983 wurde die INLA Irish National Liberation Army als Terrororganisation in Irland verboten. Großbritannien und Irland schlossen am 15. November 1985 ein Nordirland-Abkommen: Darin wurde die Bildung einer britisch-irischen Regierungskommission mit ständigen Sekretariat in Belfast vereinbart. Es kam in Nordirland zu starken Protesten von den radikalen protestantischen Unionisten und der PIRA und Anhänger der katholischen Sinn Féin, die der PIRA nahestand. Die britisch-irische Kommission trat zusammen. Im Februar 1986 vereinbarten die 12 EG-Staaten die Einheitliche Europäische Akte zur Vollendung des EG-Binnenmarktes bis zum 1. Januar 1993 Nach dem Bruch der Regierungskoalition fanden am 17. Februar 1987 vorgezogene Neuwahlen zum Unterhaus statt. Ministerpräsident wurde erneut Charles Haughey (Fianna Fáil) und bildete eine Minderheitsregierung. Nach den Neuwahlen 1989 bildete er eine Koalitionsregierung mit den Progressive Democrats. Ministerpräsident Haughey überstand am 1. November 1990 ein Misstrauensvotum im Parlament, nachdem er Verteidigungsminister Lenihan wegen eines politischen Skandals entlassen hatte. Am 9. November 1990 wurde Mary Robinson zur ersten Staatspräsidentin Irlands gewählt. Bei den Kommunalwahlen in Irland am 27. Juni 1991 erlitt die regierende Fianna Fáil eine schwere Niederlage.
Die am 17. Juni aufgenommenen Friedensgespräche der protestantischen britischstämmigen Parteien, der katholischen irischstämmigen Parteien und Vertreter Irlands in Belfast wurden wegen Meinungsverschiedenheiten am 3. Juli 1991 abgebrochen. Am 14. November 1991 brach innerhalb der Regierungspartei Fianna Fáil eine Revolte gegen Ministerpräsident und Parteichef Haughey aus. Haughey soll in eine Korruptionsaffäre verwickelt sein. Am 3. Februar 1992 wurde Charles Haughey von seiner eigenen Partei gestürzt. Nachfolger wurde der ehemalige Finanzminister Albert Reynolds. 

## Irland in der EU (Irland seit 1992)
Die 12 EG-Staaten unterzeichneten am 7. Februar 1992 den Maastrichter Vertrag über die Gründung der Europäischen Union EU. Die EG wurde damit mit Inkrafttreten in die Europäische Union umgewandelt, es wurden eine gemeinsame Außen- und Sicherheitspolitik und die Gründung einer Wirtschafts- und Währungsunion vereinbart. Am 20. Juni 1992 stimmte die irische Bevölkerung mit deutlicher Mehrheit von 69 % für die Verträge von Maastricht.
Bei den Parlamentswahlen am 25. November 1992 verlor Fianna Fáil, blieb stärkste Fraktion und die größte Oppositionspartei Fine Gael, Labour gewann Sitze und erhielt mehr als doppelt soviel Sitze wie bisher dazu, die Fortschrittlichen Demokraten gewannen auch Sitze. Im Referendum über die Abtreibung wurde in bestimmten Fällen die Abtreibung gebilligt. Am 1. Januar 1993 trat der EG-Binnenmarkt in Kraft. Damit verbunden waren der freie Güterverkehr sowie Dienstleistungs- und Niederlassungsfreiheit für EG-Bürger innerhalb der EG. Am 12. Januar 1993 bildete Albert Reynolds (Fianna Fáil) eine Koalitionsregierung aus Fianna Fáil und Labour Party mit 9 Fianna Fáil- und 6 Labourministern. Am 1. Februar 1993 wurde ein neues Realignment im EWS vereinbart: Das irische Pfund wurde gegenüber den anderen Währungen des Systems um 10 % abgewertet. Ein privater Besuch der irischen Staatspräsidentin in Belfast am 20. Juni, bei dem sie auch mit dem Vorsitzenden der Sinn-Féin-Partei, Gerry Adams, zusammentraf, die der PIRA nahestand, löste Unruhe in Großbritannien aus. 1993 erzielt Irland als eines von wenigen EG-Staaten Wirtschaftswachstum. Die Arbeitslosenquote stieg von 16 % in den Jahren 1991/92 auf 20 % im Jahr 1993 und war damit eine der höchsten in der EG. Wegen der hohen Staatsverschuldung hatte Irland wenig Spielraum für gezielte Maßnahmen zur Bekämpfung der hohen Arbeitslosigkeit. Am 1. November 1993 trat der Maastricht-Vertrag in Kraft und damit wurde die EU gegründet.
Am 31. August 1994 verkündete der Vorsitzende der Sinn-Féin-Partei, Gerry Adams, einen einseitigen Waffenstillstand der PIRA. Die probritischen Unionisten verkündeten ebenfalls einen Waffenstillstand. Ende 1994 trafen sich erstmals britische Regierungsvertreter mit Sinn-Féin-Vertretern zu Verhandlungen. Nach dem Rücktritt von Ministerpräsident Albert Reynolds bildete am 15. Dezember 1994 der Vorsitzende der Fine Gael, John Bruton, eine Koalitionsregierung mit der Labour Party. Durch niedrige Unternehmenssteuern wurde seit Mitte der 1990er Jahre viele ausländische Unternehmen angezogen. Sie gründeten Zweigniederlassungen und schufen Arbeitsplätze. Der Wirtschaftsboom begann. Irlands Wirtschaftsleistung nahm stark zu, das Land wurde der keltische Tiger genannt. Das Wirtschaftswachstum betrug jährlich 6 %. Die hohe Staatsverschuldung und die Arbeitslosigkeit gingen zurück.
Im Februar 1996 kündigte die PIRA den Waffenstillstand auf und verübte in London an den Docklands einen Bombenanschlag. Sie verübte wieder zahlreiche Bombenanschläge gegen britische Einrichtungen. Bei den Parlamentswahlen im Juni 1997 gewann die Fianna Fáil. Bertie Ahern bildete als neuer Ministerpräsident am 26. Juni eine Koalitionsregierung unter Führung der Fianna Fáil mit den Progressive Democrates. Am 30. Oktober 1997 gewann die Konservative Mary Patricia McAleese bei den Präsidentschaftswahlen. 1997 verhandelten die britische Regierung, Vertreter Irlands sowie die nordirischen Politiker David Trimble von den pro-britischen Unionisten und John Hume von der katholischen irischen Social Democratic and Labour Party in Nordirland. Am 20. Juli 1997 verkündete die PIRA einen erneuten Waffenstillstand.
Am 10. April 1998 schlossen Großbritannien, die Vertreter der Unionisten und Irisch-Katholischen Bevölkerung Nordirlands und Irland das Karfreitagsabkommen: Darin wurde der Bürgerkrieg in Nordirland beendet. Nordirland sollte wieder eine Selbstverwaltung und ein Regionalparlament erhalten. Irland verzichtete auf den Anspruch auf die Wiedervereinigung mit Nordirland, die irischen und nordirischen Behörden vereinbarten eine Zusammenarbeit, die PIRA und die radikalen protestantischen Milizen sollten entwaffnet werden. Es sollte eine Amnestie für Untergrundkämpfer der PIRA und der Protestanten erlassen werden. Die Mehrheit der Bevölkerung Irlands und Nordirlands stimmte bei den Referenden am 20. Mai 1998 für das Karfreitagsabkommen.
Bis Ende der 1990er Jahre erreichte Irland nahezu Vollbeschäftigung. Die Heirats- und Geburtenrate stiegen wieder deutlich an und die Einwanderung überstieg die Auswanderung. Irland erhielt wegen des Wirtschaftswachstums weniger EU-Fördergelder, blieb aber EU-Gelder-Empfängerland. Am 2. Dezember 1999 wurde der Anspruch der Republik Irland auf Nordirland aus der Verfassung gestrichen. Im Mai 2001 lehnte in einer Volksabstimmung die Mehrheit den Vertrag von Nizza ab. Wie im Maastricht-Vertrag vereinbart worden war, trat Irland am 1. Januar 1999 der Europäischen Zentralbank EZB bei und führte am 1. Januar 2002 den Euro als Währung ein. Bei den Parlamentswahlen 2002 gewann die Fianna Fáil. Die linke Sinn Féin und die Grünen gewannen ebenfalls hinzu. Die Koalitionsregierung unter Ahern mit den Progressive Democrates wurde fortgesetzt. In einer zweiten Volksabstimmung stimmte die Mehrheit der Iren am 19. Oktober 2002 dem Vertrag von Nizza zu. In den Jahren 2002 bis 2004 war Irland das am weitesten globalisierte Land. Ende 2003 fiel die Arbeitslosigkeit auf 4,5 %, die Inflation stieg auf 4,8 %. Es kam zu einem Immobilienboom. Im Jahr 2005 wurde Irland im Globalisierungsranking von Singapur abgelöst. Am 12. Dezember 2005 demonstrierten mehr als 150.000 Menschen in der Hauptstadt Dublin und acht anderen irischen Städten gegen Dumpinglöhne und Sklavenarbeit.
2007 brach eine Immobilienkrise in Irland aus. Nach den Parlamentswahlen 2007 bildete Ministerpräsident Ahern eine Koalition aus Fianna Fáil, Progressive Democrates und den Grünen. 2008 löste Brian Cowen Ahern als Ministerpräsident ab. Die Progressive Democrates lösten sich 2008 auf. Die Regierung wurde durch Fianna Fáil und Grüne fortgesetzt. Im Mai 2008 stieg die Arbeitslosigkeit auf 5,4 % an. In einer Volksabstimmung im Juni 2008 lehnte die Mehrheit mit 53,4 % den EU-Reformvertrag (Vertrag von Lissabon) von 2007 ab. 2008 geriet während der Bankenkrise Irland in eine schwere Rezession, die internationale Finanz- und Wirtschaftskrise im September 2008 griff auf Irland über. Das irische Parlament stimmte im Oktober 2008 für die staatliche Garantie für Bankeinlagen. Auf dem Immobilienmarkt gingen die Verkäufe massiv zurück. Die Verbraucherausgaben sanken und die Investitionen brachen ein. Die Arbeitslosigkeit stieg in Irland im Februar 2009 auf 10,4 % und im Oktober 2009 auf 12,5 %. Die Staatsverschuldung durch Hilfsprogramme zur Ankurbelung der Konjunktur stieg rapide an. Die EZB senkte die Leitzinsen.
Bei der Volksabstimmung zum Vertrag von Lissabon am 2. Oktober 2009 stimmte die Mehrheit für den Vertrag. Seit 2010 drohte Irland der Staatsbankrott. Die Eurokrise griff nach Griechenland auf Irland über. 2010 beantragte Irland Gelder aus dem Eurorettungsschirm, der nach Ausbruch der Griechische Staatsschuldenkrise 2010 geschaffen worden ist. Am 23. Januar 2011 kündigten die Grünen die Regierungskoalition mit der Fianna-Fáil-Partei auf. Daraufhin fanden am 25. Februar Neuwahlen statt, aus denen die konservative Fine Gael mit 36,1 % und die Labour Party mit 19,4 % als Sieger hervorgingen. Die Fianna Fáil erhielt nur noch 17,4 % der Stimmen. Neuer Ministerpräsident einer Koalition aus Fine Gael und Labour Party wurde am 9. März 2011 Enda Kenny (Fine Gael). Es wurden Einsparungen beschlossen. Bei den Präsidentschaftswahlen am 27. Oktober 2011 gewann der Kandidat der Irish Labour Party Michael D. Higgins. Er wurde als neuer Staatspräsident am 11. November 2011 vereidigt. Am 15. Dezember 2013 verließ Irland als erstes Euro-Krisenland den Eurorettungsschirm. Das Haushaltsdefizit sollte durch weitere Einsparungen bei den Sozialausgaben verringert werden. 2014 zahlte Irland dem IWF einen Kredit vorzeitig zurück. Im März 2015 ist die Arbeitslosenquote auf 10 % gesunken.